# Eriococcus dubius
Eriococcus dubius är en insektsart som beskrevs av Cockerell 1896. Eriococcus dubius ingår i släktet Eriococcus och familjen filtsköldlöss. Inga underarter finns listade i Catalogue of Life.